# Bernard Naylor
Berbnard James Naylor (Cambridge, Anglaterra, 22 de novembre, 1907 - Bassenthwaite, Cúmbria, Anglaterra, 19 de maig, 1986), fou un compositor, organista i director d'orquestra anglo-canadènc.

## Carrera musical
El 1930 es va llicenciar en música per la Universitat d'Oxford. A la dècada de 1920, va visitar Canadà i va conèixer i estudiar amb els famosos compositors Gustav Holst, John Ireland i Vaughan Williams al "Royal Conservatory of Music". Es va convertir en un estudiós d'orgue a l'"Exeter College" a finals de la dècada de 1920 i principis de la dècada de 1930. A la dècada de 1930 es va traslladar a Winnipeg i es va convertir en director d'uns quants cors i orquestres a Winnipeg, a més de ser l'organista-mestre de cor de l'església anglicana de la "Holy Trinity". A finals de la dècada de 1930, va viatjar de tornada a Anglaterra com a organista i director musical al "Queens' College", però va tornar al Canadà poc després el 1940, on es va casar amb Dorothy Crerar. Allà, al Canadà, va fundar la "Little Symphony of Montreal" el 1942 i hi va compondre durant cinc anys. A la dècada de 1950, també va tornar a Anglaterra, on a poc a poc es va anar involucrant més amb la comunitat artística. Després de formar part del "Winnipeg Philharmonic Choir", va ensenyar tant a la Universitat d'Oxford com a la Universitat de Reading. El 1959, es va quedar la resta de la seva vida amb la seva dona al Canadà i va continuar component, primer a Winnipeg i Victoria el 1968, tot i retirar-se el 1964. El 1980, va rebre el doctorat honoris causa en dret tant per la Universitat de Winnipeg com per la Universitat de Manitoba. Ell, juntament amb la seva dona, van donar art a la Winnipeg Art Gallery.

## Mort
El 19 de maig de 1986, Naylor va morir mentre dormia a Bassenthwaite, Cumbria, Anglaterra mentre visitava alguns amics.
Els seus documents van ser recuperats més tard per la Universitat de Victòria. El seu estatus com a compositor associat el manté el Canadian Music Centre.